# Jan van Sully
Jan van Sully (Sully-sur-Loire, 13e eeuw - Bourges, 1271) was aartsbisschop van Bourges van 1260 tot 1271. 
Hij behoorde tot de adellijke familie Sully, meer bepaald de tak Blois-Champagne. Jan werd geboren op het kasteel van Sully. Zijn oom, Simon, en zijn grootoom, Hendrik, waren beiden aartsbisschop van Bourges en ook kardinaal. In 1271 werd Jan opgevolgd door zijn broer Guy.